# Josserand Ier de Brancion
Josserand Ier de Brancion,, sire de Brancion.

## Biographie
Il est cité dans une charte de l'abbaye de Cluny datée de 999/1017 dans laquelle il dit vouloir donner à cette abbaye tous ses biens qu'il tient de son héritage paternel au cas où il n'aurait pas d'enfant.

## Mariage et succession
Il épouse Rotrude de qui il a :
- Landry Gros[4],[5] qui a Bernard Gros et Josserand Gros ;
- Bernard Ier Gros de Brancion ;
- Josserand[6], prieur à Cluny.